# زيكو سوكر
زيكو سوكر (بالإنجليزية: Zico Soccer)، هي لعبة فيديو من نوع رياضة كرة القدم، وبها غلاف اللعبة للمدرب البرازيلي الأسبق زيكو، وهي من تطوير شركة إلكترونيك آرتس فيكتور اليابانية، صدرت في الأسواق اليابانية بتاريخ 4 مارس 1994، وتعمل حصرياً لمنصة سوبر فاميكوم.